# آنیتا فلگوت
آنیتا فلگوت (انگلیسی: Anita Felguth؛ ۱۹۰۹ – ۲۰۰۳) یک بازیکن تنیس روی میز اهل آلمان بود. 
وی در مسابقات کشوری و بین‌المللی در مجموع برنده ۱ مدال طلا، ۲ مدال نقره، ۴ مدال برنز شده‌است.